# 檜山丸 (初代)

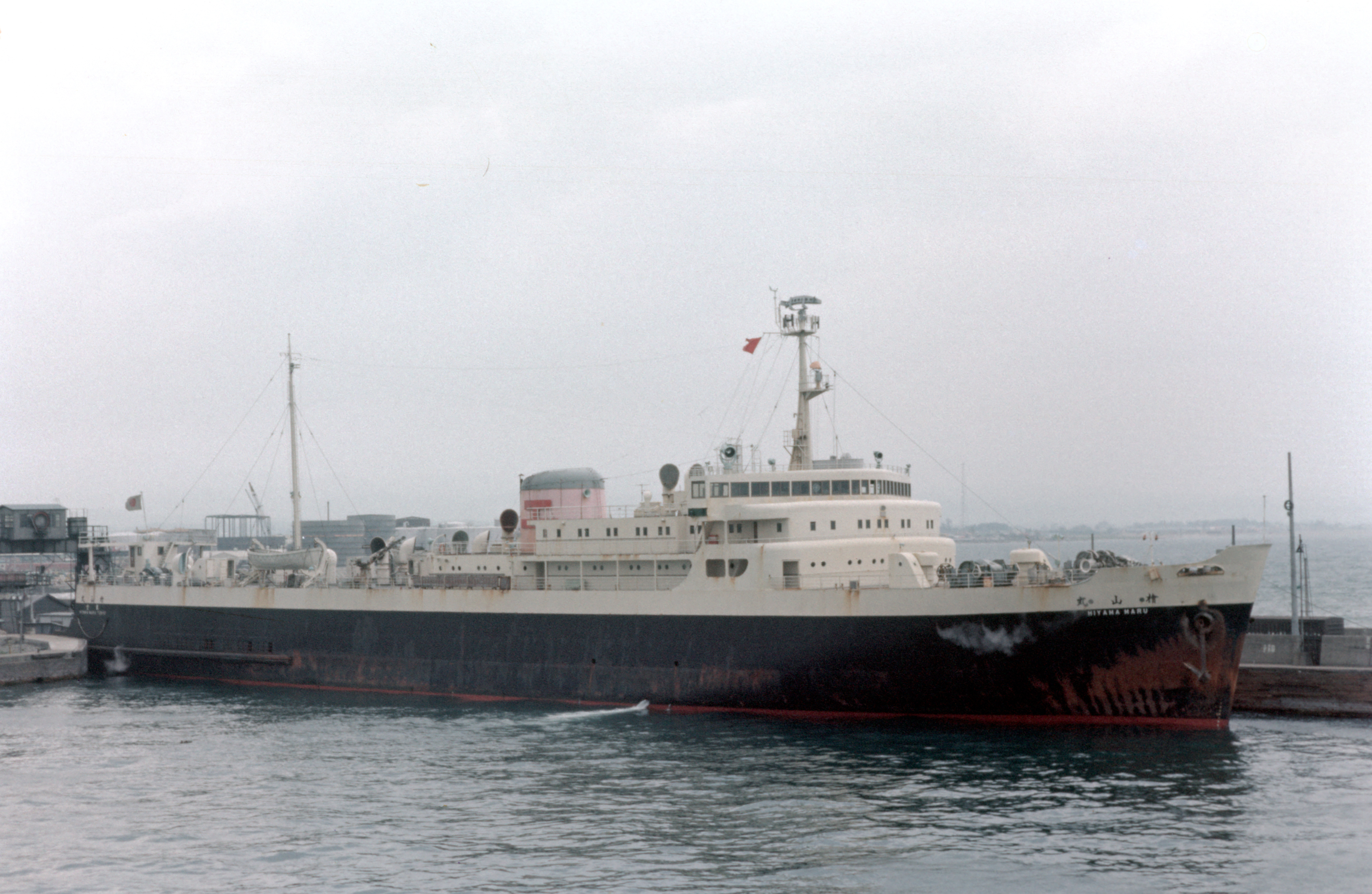
58便-63便 青森第3岸壁停泊中の檜山丸 1970年7月17日

檜山丸（ひやままる、Hiyama Maru）は、日本国有鉄道（国鉄）青函航路の車両渡船で、洞爺丸台風で失われた車両渡船を補充するため急遽建造された2隻の車両渡船の第1船。
本格的な青函連絡船としては初めてのディーゼル船で、同型船に空知丸（そらちまる）があった。
ここでは檜山丸と空知丸について記述する。なお、ここでの檜山丸、空知丸はいずれも初代で、2代目については渡島丸（2代）を参照のこと。

## 檜山丸型車両渡船建造までの経緯
1954年（昭和29年）9月26日の洞爺丸台風により、車載客船 洞爺丸、車両渡船 北見丸、同 日高丸（初代）、同 十勝丸（初代）、客載車両渡船（デッキハウス船）第十一青函丸の5隻が沈没した。洞爺丸以外の4隻は貨車航送能力の大きい車両渡船であったため、青函航路の貨車航送能力は激減し、滞貨の山ができた。
沈没した5隻の潜水調査が1954年（昭和29年）10月に行われたが、船体が3つに破断していた第十一青函丸以外の4隻については、当初は浮揚後、復旧再使用の見込みであった。しかし、復旧再使用するにしても、翌1955年（昭和30年）の秋冬繁忙期までの再就航は到底望めず、それまでに貨車航送能力の相当程度の回復を図るため、同年12月頃、国鉄はとりあえず車両渡船2隻新造の方針を固め、1955年（昭和30年）2月5日、新三菱重工神戸造船所と浦賀船渠へ1隻ずつ建造を発注した。これが、檜山丸（初代）と空知丸（初代）で、檜山丸（初代）が4日早く竣工し、第1船となったため、この2隻は檜山丸型と呼ばれた。なお、終戦直後に建造された5隻の客載車両渡船・車両渡船の名称は、北海道の支庁名にはない北見丸が含まれるため、旧国名由来と推定されるが、檜山丸（初代）、空知丸（初代）はともに旧国名にはない当時の北海道の支庁名であった。また沈没した客載車両渡船・車両渡船4隻のうち、当初から復旧断念の第十一青函丸のほか、北見丸の復旧も後日断念されたため、結果的に檜山丸型2隻は、これらの代替船ということになった。

## 構造
W型車両渡船の代替建造で、それらと共通運用されることから、航海速力と積載車両数はほぼ同等となったが、安全性には格別の配慮がなされ、凌波性と復原性向上のため、青森、函館両港の専用岸壁使用に支障のない範囲で全長と幅を若干増加させたほか、後述する車両甲板上への浸水対策、主機械のディーゼル化、2枚舵、2区画可浸構造など、多くの安全対策が盛り込まれた。

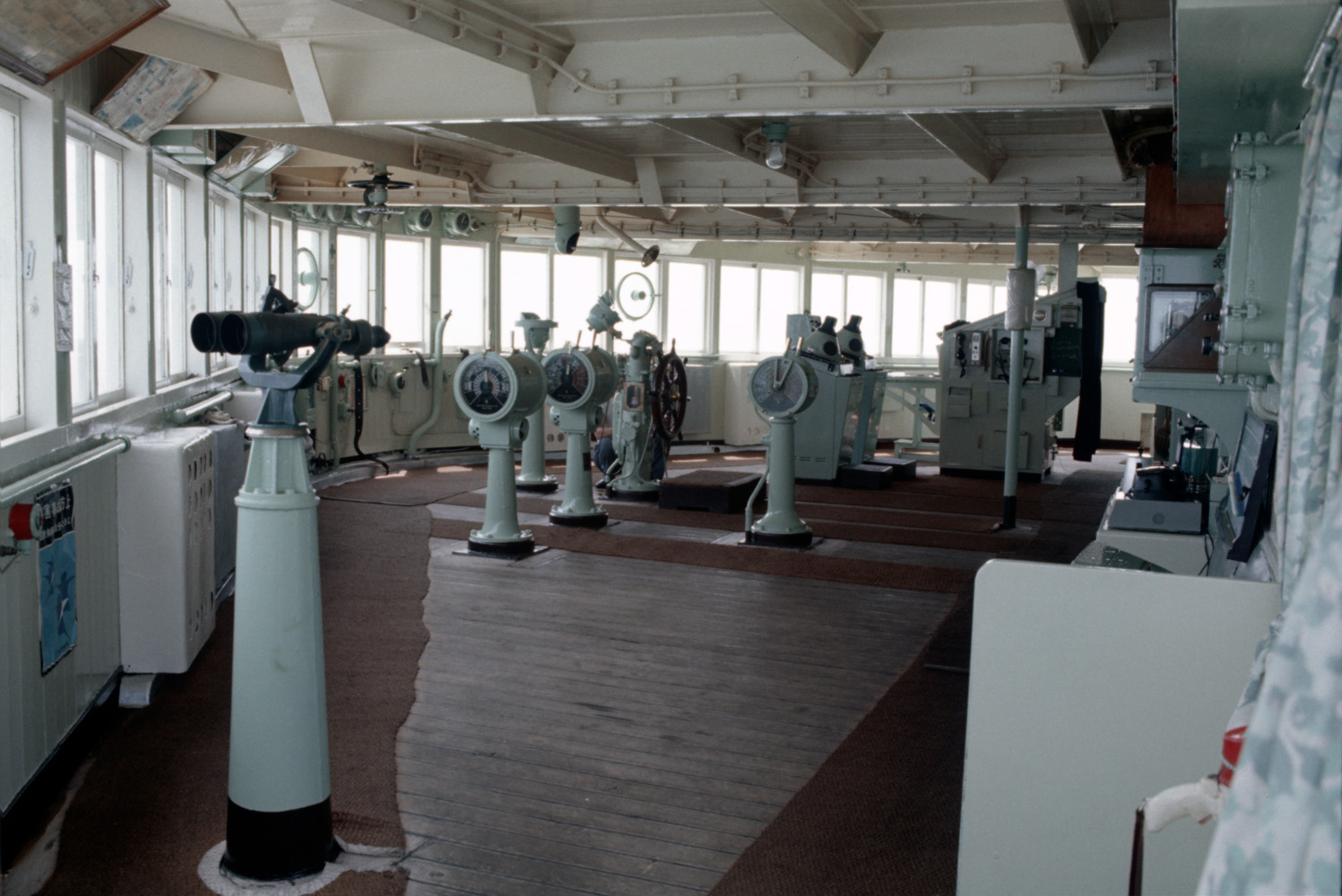
空知丸操舵室 向う側（右舷側）暗幕を掛けたのが海図台、その斜め前方に第1・第2レーダーが並び、その手前、船体中心線上に木製舵輪付きテレモーター、その手前の横並びに2本のテレグラフが立つが、向う側がエンジンテレグラフ（電気式）手前側テレグラフ右舷面が離着岸時に船尾係船作業場に指令を出すドッキングテレグラフ、左舷面がテレモーター故障時に車両甲板下船尾操舵機室へ舵取り指令を出すステアリングテレグラフ、後ろ側のテレグラフは非常用の鎖式エンジンテレグラフ。2年後建造の初代十和田丸より操舵室の前後長が長い。1975年7月17日

### 一般配置
W型車両渡船では、車両甲板車両格納所天井を「船橋楼甲板」と称したが、本船からは「船楼甲板」の呼称となり、その船楼甲板上にW型船同様、3層の甲板室が設けられた。旅客設備を有しないため、船体中央部の煙突基部から38m程度前方に延びる小規模なものであった。最上層の航海船橋前端には、両翼を約1m舷外へ張り出し、前面中央部を頂点とする二等辺三角形の頂点を丸めた平面形状の操舵室が設置され、操舵室内には、船体中心線上に舵を取る水圧式テレモーター、その左舷側には主機室へ指令を出す電気式と鎖式のエンジンテレグラフ、船尾係船作業場へ指令を出すドッキングテレグラフとテレモーター故障時に操舵機室へ指令を出すステアリングテレグラフを一体化したスタンドが、右舷側にレーダー指示器、海図台が配置されていた。その屋上の羅針儀甲板にはレーダーポスト兼用の前部マストが立ち、頂部にはレーダースキャナーが設置された。W型船では遊歩甲板にあった無線通信室を1層上げて航海船橋に配置し、操舵室の右舷側後方に隣接させ、その左舷側には、無線機器室、電池室を配置した。これにより、操舵室と無線通信室との連携が強化され、以後建造の青函連絡船にも継承された。
W型船では遊歩甲板と称した甲板室2階相当の甲板を、檜山丸型では上部船楼甲板と称し、高級船員室とその食堂を、甲板室1階相当の船楼甲板には普通船員室とその甲板部員食堂、機関部員食堂、厨房を設けたが、高級船員室は原則個室、普通船員室も一部屋4名以下とし、居住性向上が図られた。ディーゼル化により1本になった太短い煙突がこの甲板室後部の、厨房や部員食堂が集中する1階建部分の屋上に設置された。
船楼甲板船首部は係船作業場で、W型船同様、蒸気往復機関駆動の揚錨機が装備され、揚錨機の両側面には揚錨機の回転軸と平行な水平軸で回転する糸巻き形のワーピングドラムも装備され、また揚錨機から船体中心線上を船首側へ延びたシャフトを介して駆動されるキャプスタンが船首端近くに設置されていたが、これはワーピングドラムの回転軸を垂直にしたものであった。着岸時には、岸壁のビットにつないだ係船索をこれらワーピングドラムやキャプスタンに巻き付け、スリップさせながら巻き込んで、船首を岸壁へ引き寄せた。船楼甲板の後ろ半分には甲板室はなく、車両甲板へ降りる小さな階段室や水密辷戸動力室、車両格納所へ外気を供給する通風筒、後部マストのほか、両舷には定員70名の軽合金製救命艇が1隻ずつ重力式ダビットに懸架されていた。船尾部は船尾係船作業場として蒸気往復機関駆動のキャプスタンが左右に1台ずつ設置されていた。なおこれら係船機械は1967年（昭和42年）5月改造就航の石狩丸（2代）にならい、檜山丸（初代）では1969年（昭和44年）10月に、空知丸（初代）では1970年（昭和45年）1月に、船首、船尾のキャプスタンの廃止、揚錨機の遠隔操縦化ならびに、船首、船尾への遠隔操縦式の汽動式ウインチ2台ずつの新規設置が行われ、係船作業の省力化が図られた。
船尾端中央の1段高い位置には、車両の積卸しを目視しながらヒーリングポンプ操作ができるポンプ操縦室が設置された。出入港時は船尾扉開放状態となるため、上げた船尾扉で視界が妨げられ、船楼甲板からは船尾全体の監視ができず、このためポンプ操縦室屋上から両翼に張り出す入渠甲板が設けられた。建造途中で船尾扉装備を断念した檜山丸（初代）でもこれは設置され、就航後も使用された。なお、「ポンプ操縦室」は船首舵の廃止された第三青函丸以降でも「後部船橋」や「後部操舵室」、「後部操縦室」などと呼ばれてきたが、青函連絡船では、この檜山丸型から「ポンプ操縦室」と呼ばれるようになった。
船楼甲板の下が車両甲板で、全幅が車両格納所に充てられ、車両の積卸しをする可動橋が架かる船尾端では船内軌道は3線、中央の軌道は船尾近くで分岐し、車両甲板の大部分で4線平行のまま船首ギリギリまで敷設され、各線の船首側軌道端には自動連結器付車止めが設置された。各線の有効長（（ ）内は空知丸の数値）とワム換算積載車両数は、左舷の船1番線から順次90.0m（87.8m）11両、99.0m（96.5m）12両、72.2m（72.3m）9両、90.0m（87.7m）11両で、空知丸では船尾扉装備のため船3番線以外の各線では2.2m程度短くなった。しかし、車端用の乙種緊締具の長さを短縮する改良もあり、両船ともワム換算で合計43両の積載が可能であった。とはいえ、船首フレアーが大きく船首まで車両甲板幅の広かったW型船では当時、各線に12両、13両、9両、12両の計46両、フレアーを縮小したH型船でも11両、13両、9両、11両の計44両積載できたのに比べ、少なかった。なお、車両甲板船首部分の軌道敷設できなかった三角のデッドスペース部分には中2階の船首中甲板が設置され、甲板部の倉庫として使用された。

### 外観
凌波性向上のため、W型船やH型船にあった船首部外板車両甲板高さのナックルラインが廃止され、甲板室前面は、各層とも前方に丸みを持ち、一層ごと後退するスマートな形となり、白と黒の船体塗装ながら、塗り分け線を下げ、1936年（昭和11年）から1937年（昭和12年）に建造された7,000総トン級の関釜連絡船 金剛丸・興安丸と似た印象となった。1本の太短い煙突とともに、このスタイルは以後修正されながら、後の青函連絡船に踏襲された。なお就航当初のファンネルマークは当時の国鉄連絡船同様｢工｣であったが、最後の蒸気タービン船が引退した1970年（昭和45年）、津軽丸型に合わせ｢JNR｣に変更された。
従来より青函連絡船は遠方からでも各船を識別できるよう、煙突に船名のイニシャルを標示していたが、檜山丸型からは煙突が低くなったため、標示位置をレーダーポスト上部両側へ移し、檜山丸（初代）では「H」、空知丸（初代）では「S」のイニシャル文字が取り付けられ、また両船識別のため、操舵室窓枠の色を檜山丸（初代）は茶色、空知丸（初代）は白とし、後部マストも檜山丸（初代）は白一色、空知丸（初代）では下半分白、上半分黒とした。

## 安全対策
洞爺丸事件の重大さに鑑み、運輸省は1954年（昭和29年）10月29日学識経験者による“造船技術審議会・船舶安全部会・連絡船臨時分科会”を設置し、国鉄総裁は同11月24日やはり学識経験者による“青函連絡船設計委員会”を設置した。これら二つの審議会では、青函連絡船の沈没原因とその対策などが審議検討され、答申が出されたが、前者は主として基本事項の審議を行い、後者がこれを受けて実際の設計に反映する役割分担であった。2隻はこの答申内容に沿った設計で建造されたが、これらの正式の第1回報告書・答申書が出されたのは、2隻が船台上で建造中の1955年（昭和30年）6月6日と、就航直後の10月20日で、これらの審議は、実際は両船の設計・建造と同時並行で進められていた。このような事情により、設計のための時間的余裕はなく、沈没に対する安全対策を盛り込むだけで精一杯ではあったが、それらの多くは、以後建造の連絡船設計の規範となった。

### 洞爺丸台風時の青函連絡船沈没の原因
船は強い風波に遭遇したとき、側面から風波を受けての横転を避けるため、船首を風波の来る風上方向に向けるのが常である。このような場合、錨泊すれば、船首は自然と風上を向くため、洞爺丸台風当夜も、多くの青函連絡船が、錨泊して船首を風上に向け、錨ごと流されないよう、両舷の主機械を運転しつつ台風の通過を待った。このような態勢でいれば、風下側の船尾開口部から車両甲板上へ海水が大量に浸入することはない、とそれまでの経験から、当時の関係者は考えていた。
しかし、洞爺丸台風当夜の函館湾は波高6m、波周期9秒、波長は約120mであったと推定され、当時の青函連絡船の水線長115.5mよりわずかに長く、このような条件下では、前方から来た波に船首が持ち上げられたピッチング状態のとき、下がった船尾は波の谷間の向こう側の波の斜面に深く突っ込み、その勢いで海水が車両甲板船尾の一段低くなったエプロン上にまくれ込んで車両甲板へ流入、船尾が上がると、その海水は船首方向へ流れ込み、次に船尾が下がっても、この海水は前回と同様のメカニズムで船尾から流入する海水と衝突して流出できず、やがて車両甲板上に海水が滞留することが、事故後の模型実験で判明した。
その量は、車両甲板全幅が車両格納所となっている車両渡船では、貨車満載状態で、停泊中であれば、波高6mのとき400トンから900トンとされ、この大量の海水は自由水として車両甲板上を傾いた側へすばやく流れ、船は復原力を失う。波周期9秒では波高6mが臨界点で、6.5mでは転覆するとされた。また、波周期が9秒より短くても長くても、即ち波長が120mより短くても長くても、車両甲板への海水流入量は急激に減ることも判明した。さらに石炭焚き蒸気船では、石炭積込口など、車両甲板から機関室（ボイラー室・機械室）への開口部が多数あり、これらの水密性が不十分で、滞留海水が機関室へ流入し、機関停止に至って操船不能となったことも沈没の要因となったと判明した。

### 車両甲板への浸水防止対策
洞爺丸台風による青函連絡船の沈没に至った機序の第1段階が車両甲板船尾開口部からの海水浸入であったことから、両船とも風雨密船尾扉装備予定で起工された。檜山丸（初代）では当初、新三菱重工考案の、船尾開口部上縁にヒンジで取り付けた船尾全幅3線分をカバーする鋼製上下2枚折戸式風雨密の船尾扉を装備する予定であったが、その後の模型実験で、車両甲板面の水密性が確保されている限り、車両甲板船尾側面への排水口設置で、波周期9秒でも波高7.75mまでは転覆しないことが判明した。このため、1955年（昭和30年）5月中旬、船尾扉は装備せず、代わりに車両甲板船尾両舷17mにわたり、排水口（縦80cm横55cm）を片舷あたり20個所ずつ設けることに設計変更されて建造された。しかし船尾開口部の各線間には、船尾扉を内側から支えるはずであった後面がやや前傾した2本のしっかりした梁柱がそのまま設置された。

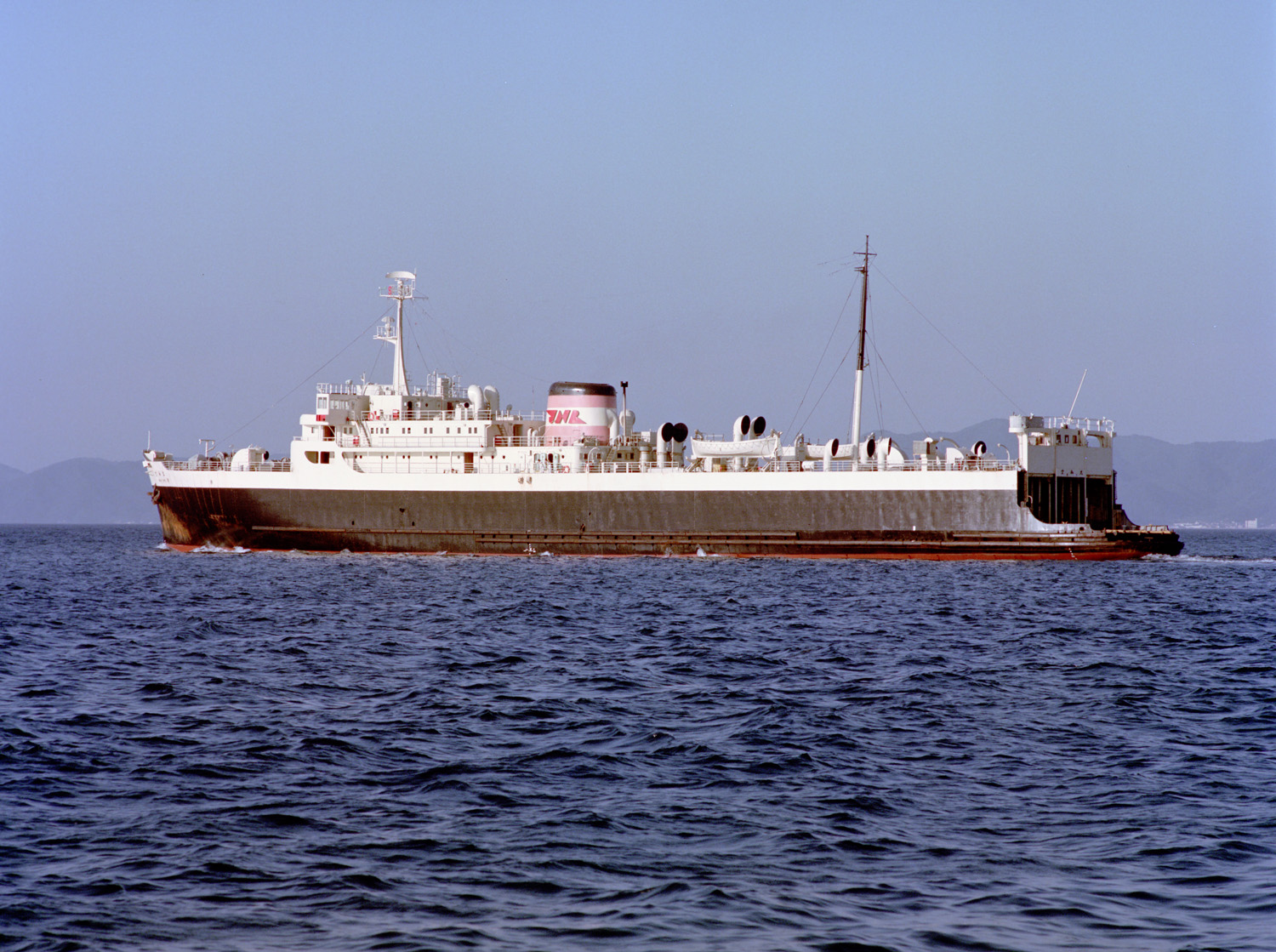
63便として青森を出港する空知丸。船尾開口部の各線間には上下スライド式1線幅の船尾扉をガイドする垂直の梁柱が設置されていた。この写真では船尾扉は3線とも全開に上げられた状態である。1975年7月18日

一方、空知丸（初代）では、浦賀船渠考案の、船尾の3線を1線ずつカバーする、3組の鋼製風雨密の上下スライド式船尾扉が当初計画通り装備された。この船尾扉は、船尾開口部を貨物艙の艙口とみなし、そのフタとしての強度を持つもので、各組とも、上下2枚の鋼製扉で構成されていた。通常は、下扉の下辺近くにある船尾側へ突出した2個のストッパーに、上扉の下辺を引っ掛ける形で、上扉の全重量を下扉ストッパー上に載せ、上扉を下扉の船尾側に重ねた状態としていた。貨車積卸し時は、下扉の上辺に付けた2本のワイヤーを、船楼甲板に設置した電動ウインチで巻き上げて、2枚の扉を重ねたまま船楼甲板の高さまで上げ、そこでロックして全開とした。平穏な航海時は、この2枚重ねのまま車両甲板まで下げて船尾開口部の下半分だけを閉鎖し、荒天時は、この下半分閉鎖状態から、ワイヤーを上扉の上辺に付け替えて、上扉だけ引き上げてロックし、全面閉鎖できる構造であった。さらに、下扉の下辺にはゴム板が取り付けられており、船内軌道のレールとの交差部では、ゴムが突出して隙間を埋める形になっていた。この上下スライド式船尾扉も、各線の扉のスライドガイドとして各線間に梁柱が必要で、これらは船内軌道の建築限界または縮小建築限界外に設置しなければならず、船尾扉装備を見送った檜山丸（初代）の車両積載限界である船尾3線の接触限界より前方となった。

### 船体幅拡大
復原性向上のため、船体幅を従来の車両渡船の15.85mから1.55m拡大し、17.4mとした。これにより車両甲板上の配置に余裕が出た一方、従来船では係留位置において、船体中心線と可動橋中心線は一致していたものが、檜山丸型では、船体中心線が可動橋中心線に対し14.8‰の角度で岸壁から反対側に振られる形となった。この船型では、従来船が船尾両舷と船体左舷の直線部分を長々と岸壁に接岸したのに比べ、船尾だけを岸壁ポケットに突っ込んだ係留状態となり、船体左舷では船尾側の30%程度しか接岸しないため、うねりなどに対し岸壁への固定性が悪く、可動橋や船尾付近の岸壁・船体の防舷材などに負担をかける結果となった。しかし、このような形での船体拡幅は、既に1953年（昭和28年）建造の宇高航路の車両渡船 第三宇高丸で行われており、以後建造の青函、宇高 両航路の全車両渡船に踏襲された。

### ディーゼルエンジン採用
主機械には、従来の蒸気タービンに比べ操縦性が高く、重油を燃料とすることで車両甲板の石炭積込口廃止ができ、機関室の水密性が確保できる ディーゼルエンジンが採用された。

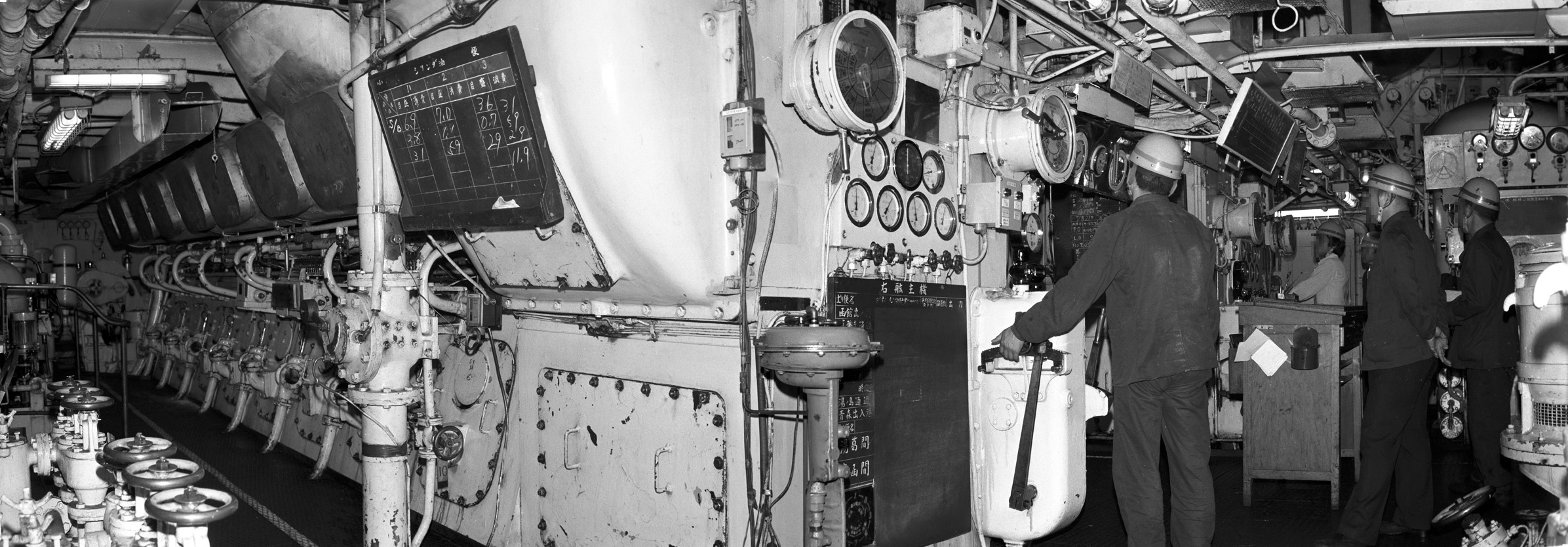
62便として青森へ入港しつつある空知丸主機室。手前が右舷主機械で左側奥が船尾側。ここは最下層の船艙レベルで、ここの床板より1m弱下が二重底の上。ここの天井が機関室中段（第二甲板）レベルで主機械頂部はこの中段より数10cm上。機関士が各主機械の前に立ち（まさにSTAND BY ENGINE）、目の前の丸いエンジンテレグラフ受信機の指示（このときの指示はHALF AHEAD-半速前進）に従って主機械を操縦する。右から2人目が機関長。自動化船以前の騒音のルツボの機関室である。1975年7月21日

ディーゼルエンジンの製造には最短でも6ヵ月を要したため、1954年（昭和29年）12月開催の“青函連絡船設計委員会”で新造車両渡船はW型船よりやや大型との方針が出されたのを受け、竣工目標の1955年（昭和30年）9月上旬から逆算した6月末進水にエンジン完成を間に合わせるため、船体発注に先立つこと1ヵ月の1955年（昭和30年）1月11日、国鉄は新三菱重工神戸造船所へ2隻分4台のディーゼルエンジンを発注した。
在来の蒸気タービン船同様、青森 - 函館間下り4時間30分、上り4時間40分運航可能な航海速力14.5ノットを確保するため、定格出力2,800制動馬力で、主軸を直結駆動できる毎分250回転の2サイクル低速ディーゼルエンジンが2台搭載された。このエンジンはシリンダー口径48cm行程70cmで高さが4m弱と高く、車両甲板によって主機室の天井高さが制約される車両渡船への搭載のため、ピストン抜き作業は、車両甲板に設けたボルト締めの水密ハッチの蓋を開けて行う必要があり、車両積載時にはできなかった。
あわせて、三相交流60Hz 225V 160kVAの主発電機3台が、主機室とは水密隔壁ひとつ隔てた船首側の発電機室に搭載され、その駆動にも200制動馬力のディーゼルエンジンが用いられた。この3台の発電機は、沖合航行中は1台運転、出入港時は2台並列運転とし、残り1台は循環整備にあてられた。
ディーゼル化により排気筒スペースが縮小できたことと、船体幅が拡大したため、第一青函丸以来続いてきた、煙路を両舷側に振り分けて通す形をやめ、船体強度上も有利な船体中央部中心線上に幅1.2mの機関室囲壁を設け、そこに主機械や主発電機の排気筒のほか、通風筒や階段を通し、煙突は太短いもの1本となった。なお、車両甲板面の開口部として残る階段昇降口には高さ61cmの敷居を設け、鋼製防水扉を設置して水密性を確保した。
燃料には、就航当初は主機械と主発電機にはA重油を、後述のボイラーにはC重油を使用し、タンク車を車両甲板に入れて給油していたが、1957年（昭和32年）に重油タンクが有川桟橋に設置されてからはゴムホースによる直接給油となり、1958年（昭和33年）からは全てB重油使用となった。

### 2区画可浸と舷側タンク

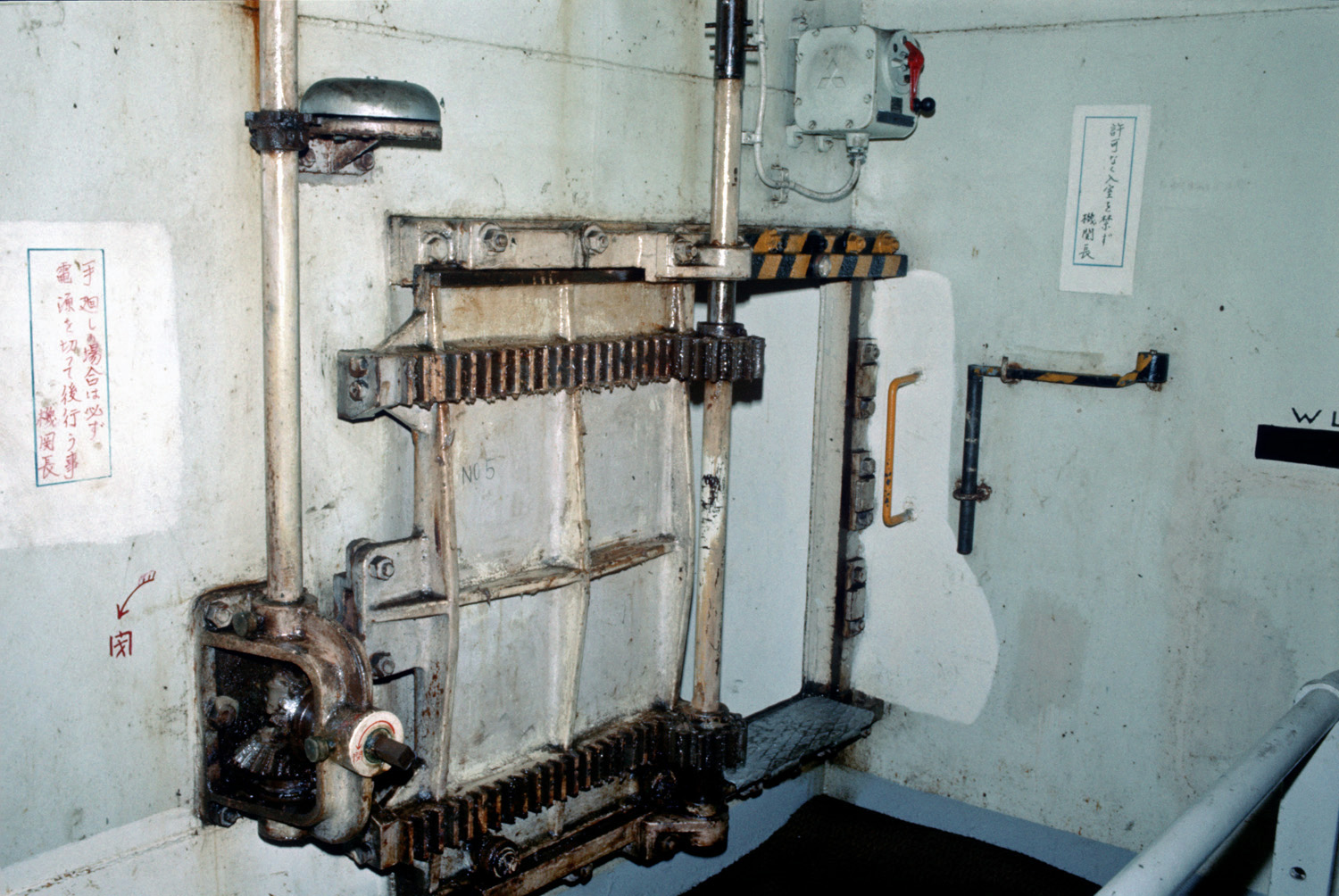
手前「第3船艙」と向う左側「第4船艙＋その他の者室」区画間の水密隔壁に設置された水密辷戸。通常は常時開放で、開放時の通路の高さは100cm、幅60cm。辷戸の向う側の通路はトンネル状になっており「第4船艙＋その他の者室」区画を通り抜けてさらに船尾側の「操舵機室」に達していた。このため「第4船艙＋その他の者室」区画へは車両甲板経由でしか行けなかった。画面右端の黒い横線は喫水線の高さを表示した。船楼甲板の水密辷戸動力室の3馬力三相交流誘導電動機の回転が、延々と自在継手や傘歯車を介して画面中央と左の縦に走る2本の駆動軸に伝えられ、中央の駆動軸の歯車が辷戸の上下2条の水平のラックギアを駆動して辷戸を開閉した。通路右上の赤いクランクコントローラーが局所単独開閉制御器。通路前右側の壁にかけられた大きなクランク棒が電源故障時に画面左の駆動軸下端にセットして辷戸を開閉する手動開閉用ハンドルであった。画面左上は警報ベルで、駆動軸に接して設置され駆動軸回転時には必ず鳴る構造になっていた。空知丸 1975年7月17日

従来のW型船では、車両甲板下船体は8枚の水密隔壁で9区画の水密区画に区切られていたが、檜山丸型ではこれを10枚、11区画に増やし、日本の商船としては初めて隣接する2区画が浸水しても沈まない2区画可浸構造とした。さらに船体中央部のポンプ室＋ボイラー室、発電機室、主機室、車軸室、第3船艙の5区画では、船底だけでなく側面にもヒーリングタンクその他の舷側タンクを設け、二重とした。

### 交流電動機直接駆動方式水密辷戸設置
水密隔壁8枚のW型船では、水密隔壁前後を交通する水密辷戸には手動式のものが3ヵ所設置されていたが、檜山丸型では水密隔壁が10枚に増えたのに伴い、水密辷戸も5ヵ所となった。その設置場所はポンプ室＋ボイラー室区画の後壁から第3船艙区画までの4枚の水密隔壁では船艙レベルに4ヵ所、第3船艙区画とその後ろ隣の第4船艙＋その他の者室区画の間の水密隔壁では第二甲板レベルに1ヵ所の計5ヵ所で、いずれも洞爺丸型で使われていた交流電動機直接駆動方式が採用され、船楼甲板の水密辷戸動力室に設置された3馬力交流電動機で駆動された。その動力伝達方法は、電動機の回転出力がまずウォームギアで減速され、電動機駆動時のみ接続状態となるマグネットクラッチ、駆動軸回転方向変更時はしばらく空転して起動時の過負荷を防止する過負荷防止継手を経て回転ロッドで動力室外へ出た後、自在継手や傘歯車で方向を変えながら船内を進み、水密辷戸に至り、辷戸表面の上下に水平方向に取り付けられた2条のラックギアを駆動して辷戸を開閉するものであった。これらは、操舵室からの電動一括開閉、各動力室からの電動開閉と手動開閉、辷戸現場での電動開閉と手動開閉が可能であった。

### 2枚舵

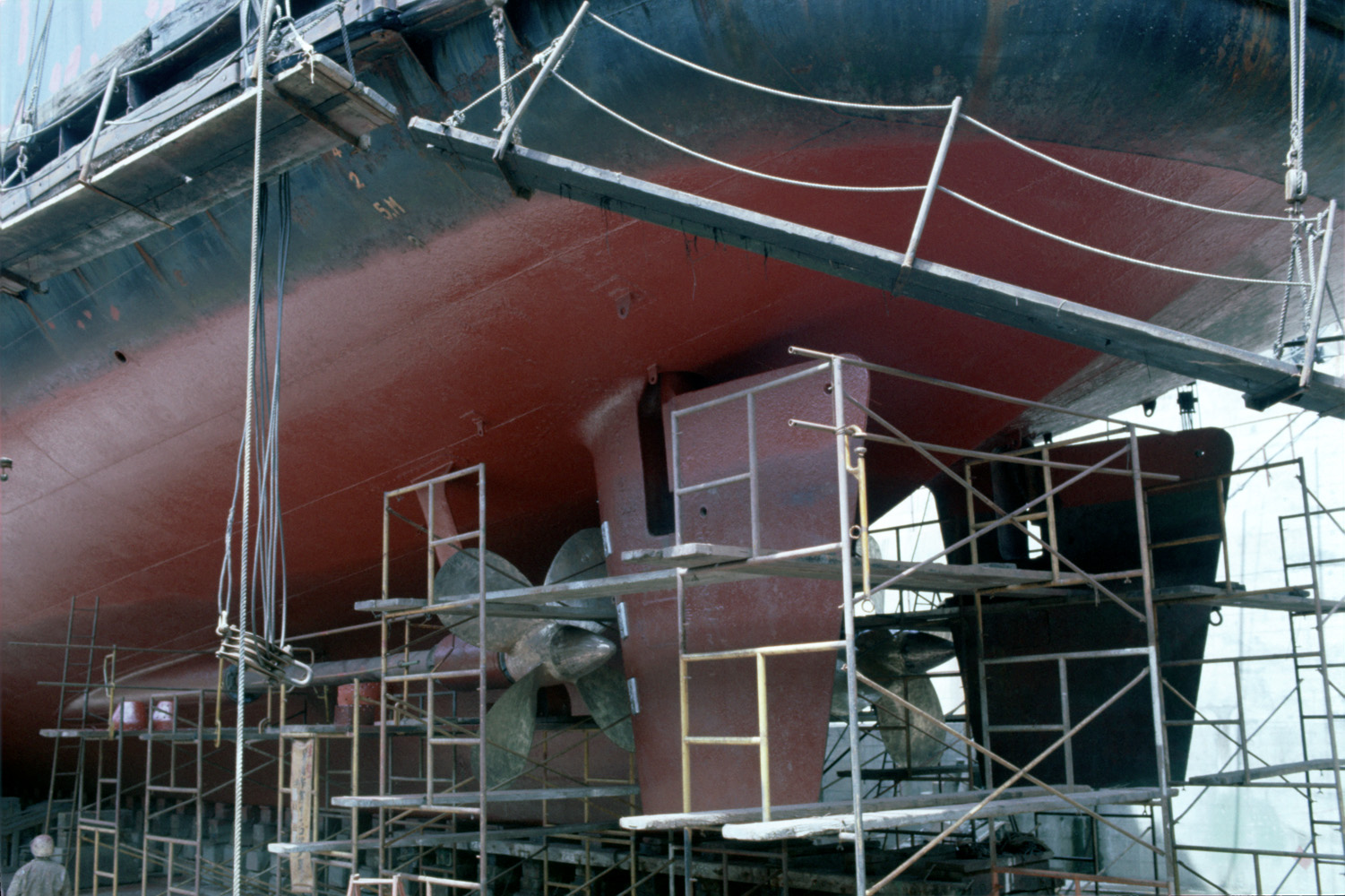
2枚舵が2基のプロペラ直後に配置された檜山丸船尾水線下。 プロペラは固定ピッチで、前進時は互いに外転した。 函館ドック 1975年7月19日

翔鳳丸以来の2軸1枚舵の車載客船・車両渡船では、船速の4倍弱以上の風を真横から受けると、風下に回頭できなくなるため、舵を2枚に増やし、その舵面積も洞爺丸型の11.75m2から、2枚合計で17.69m2となり、2基あるプロペラの直後に配置したため、低速時でもプロペラが前進方向に回転している限り、プロペラ後流が直接舵に当たり、操船性能は著しく向上し、風下への回頭ができなくなるような現象は解消された。

### 電動油圧式操舵機の改良
この2枚舵を動かす操舵機は、国鉄連絡船としては金剛丸型に始まり、戦後洞爺丸型や第三宇高丸 に採用された電動油圧式が採用された。洞爺丸型では船尾車両甲板下の操舵機室に回転方向一定、回転数一定のまま、油圧ポンプの傾転角を変えるだけでポンプの吐出量と吐出方向が無段階に制御できるアキシャルプランジャ式可変吐出量型油圧ポンプ（ジャネーポンプ）1台を設置し、これを7.5kW交流かご形誘導電動機で駆動して、吐出した作動油を左右のシリンダーに送り込んで舵を動かす構造であった。本船では信頼性と転舵速度向上のため、7.5kW交流かご形誘導電動機駆動油圧ポンプを2台に増強して左右に並べ、並列に油圧回路につなぎ、同様に左右の油圧シリンダーのピストンを駆動して2枚の舵を動かした。2枚の舵は機械的に連結されており、常に同一舵角をとり個別に動かすことはできなかった。
ポンプ2台並列運転により、いずれか1台のポンプユニットが故障しても、力量低下だけで操舵機能は維持されることになったが、交流電動機はその電源を主発電機に頼っているため、主発電機故障時には2台とも停止して操舵不能に陥る。このため、100V 7.5kWの非常用直流電動機1台を左舷側交流電動機の軸線上に設置し、これを手動クラッチで接続できる構造とし、航海船橋 操舵室後ろに隣接して設置した電池室の鉛蓄電池の直流108Vを電源とすることで、交流電源喪失時でも、このクラッチを繋いで左舷側の交流電動機を非常用直流電動機で機械的に駆動して左舷側の油圧ポンプを運転できるようにした。
この操舵機は操舵室中央に設置された水圧式テレモーターのクラシックな木製舵輪を回すことで、その起動筒が水圧を発生させ、水圧は細い管を通って船尾車両甲板下操舵機室の受動筒に達し、その機械力で操舵機のアキシャルプランジャ式可変吐出量型油圧ポンプの傾転角を遠隔操作し、以後は既述の通り油圧で操舵された。

### 補助ボイラー
洞爺丸型では、ヒーリングポンプや係船機械その他多くの補機類の動力に、交流電動機を使用し、良好な使用実績を上げていたが、洞爺丸では遭難時、機械室内の復水器へ冷却水を送る循環水ポンプを駆動する電動機が、流入した海水で短絡して停止し、これが主機械停止の原因となったことや、ヒーリング装置に付加されていた非常ビルジ排出装置が役に立たなかった経験から、電気は海水に弱い、という思いが強まり、ヒーリングポンプや係船機械などは再び汽動式に戻された。このため、ディーゼル化したとはいえ、暖房、給湯、その他雑用の蒸気供給も兼ね、重油焚き乾燃室円缶2缶を発電機室の一つ船首側水密区画のボイラー室に搭載し、1缶稼働、1缶予備とした。

### 車両積載設備の安全対策
積載車両は車両甲板船尾に架けられた可動橋から、控車を介した入換機関車に押されて船内に入線し、船内軌道船首端の車止めの自動連結器に連結された。その後、機関車は積載車両に自動空気ブレーキをかけて離れて行くが、従来は数時間の航海中に、積載車両の補助空気ダメの空気は徐々に抜け、ブレーキは緩んでいた。檜山丸型ではディーゼルエンジン起動用の圧縮空気が船内で作られることになったのを機に、船首車止め付近に設置した三方弁を介して、積載車両のブレーキ管に圧縮空気の供給ができるようになり、航海中も容易にブレーキの締め直しができ、積載車両の移動は激減した。このブレーキ管への圧縮空気供給は以後の連絡船の標準装備となった。
横揺れによる積載車両転倒防止のため、翔鳳丸以来“甲種緊締具”が用いられてきた。これは一端がハサミ状、他端がフック付きのターンバックルで、積載車両車体下部の側梁をそのハサミで把持し、車体の斜め下外側の車両甲板上の鉄環に他端のフックを引っ掛け、ターンバックルで締め上げて車両の横転を防ぐ重量約20kgの器具で、ワム車では通常片側4本、合計8本を掛けていた。洞爺丸台風で遭難した各船では、転覆直前にこの甲種緊締具が切れて積載車両が横転したが、これが原因で船が転覆したわけではなかった。しかし、より一層の安全性向上のため、甲種緊締具関連の改良も行われた。
甲種緊締具を車両甲板上の鉄環へフック掛けすると、そこには大きな力がかかるため、車両甲板下に梁がある位置にしか鉄環を設置できず、檜山丸型の梁の間隔は船体肋骨フレーム間隔と同じ約68cmで、車両によってはこの間隔では甲種緊締具が前後斜めにしか掛からないこともあった。そこで、船内軌道のレールの外側90cmに、レールと平行に幅11cmの鋼板を、堤防状に30度船内軌道側に傾けた状態で車両甲板面に連続溶接し、さらにその頂部に直径3.8cmの丸鋼棒を連続して溶接し、この鋼板に約20cm間隔で穴を明け、ここに甲種緊締具のフックを掛けることで、掛け位置の自由度を向上させた。この“緊締用レール”は以後建造の連絡船の標準装備となった。
同時に甲種緊締具自体も外形・重量は従来品と大差ないものの、材質を変更した新設計のものとし、変形の始まる降伏荷重を従来の4トンから12トンへと大幅に強化した。また積載車両車体下部の側梁を把持するハサミ部分の形状も改良し、船の横傾斜による積載車両の傾斜した下側のバネ収縮によるさらなる傾斜で、そちら側に掛けた甲種緊締具のハサミは、特に戦時中から戦後にかけて大量生産された構造簡易な“長谷川式”は、7 - 8度程度でゆるみ始めていたものを、15度程度までゆるまないものとした。
さらに、積載車両が傾いても横転しないよう、各線間には3m前後（4 - 5フレーム）の間隔で外径15cmの梁柱を設置した。
車両甲板へのレール敷設方法では、W型船以来の高さ約20cmの枕木を廃し、レールを薄い鋼板を介して車両甲板に溶接することで、軌道面を下げ、車両甲板から船楼甲板までの高さを5mから4.8mに下げることができた。
車両積卸し時の船体傾斜を抑制するヒーリングタンクにはポンプ室+ボイラー室区画の両舷のタンクを用い、その容量はW型船の片舷250トン前後から367.3トンへ増大され、ヒーリングポンプ駆動機関もW型船の1気筒蒸気往復機関から2気筒蒸気往復機関へ、ポンプ容量も2,000m3/h×7.5m（水頭）から当時最大の2,200m3/h×7.5m（水頭）へと強化された。汽動式ポンプ採用の理由は、補助ボイラーの節で記した理由のほか、これを交流誘導電動機で駆動するには85kWを要し、これを賄うためには発電機容量を大幅に増大しなければならなかったためである。また急な建造でもあり、保守に手間のかかる2個の4方コックを用いた翔鳳丸以来の複雑な配管も踏襲せざるをえなかった。

### 消防設備
船員居住区、車両甲板、各船艙、操舵機室、倉庫などには、区画ごとの天井に細い銅管を張り巡らし、その銅管内の空気が火災などで急加熱されると、管内の空気が膨張して電気接点を押して警報を鳴らし、同時に操舵室の火災警報表示盤に出火場所も表示する空気管式火災警報装置が設置されたが、この装置は洞爺丸型にも装備されていた。
ディーゼルエンジン採用による、燃料の重油化に伴い、機関室諸室の油火災に備え、機関室用の固定式炭酸ガス消火装置が装備された。炭酸ガス消火装置は機関室火災発生時、当該機関室を密閉のうえ、ボンベに貯蔵した液化炭酸ガスを機関室内に気化放出し、機関室内の空気中の酸素を急速に排除して窒息消火するもので、液化炭酸ガス気化時の断熱冷却もあり、迅速な消火が期待できた。
この装置は、31kg入り液化炭酸ガスボンベ20本を主機室の2区画後ろの第3船艙に置き、炭酸ガス配管はここを起点にいったん船楼甲板まで上がり、前方に進み甲板室内で各行先区画（主機室、発電機室、ボイラー室、ポンプ室）直上に位置するそれぞれの分岐弁に達し、そこから車両甲板下の各区画に至って炭酸ガスを放出する仕組みであった。この強力な消火装置は、その後建造された連絡船には装備されなかった。しかし、1970年（昭和45年）10月26日発生の十勝丸（2代）機関室火災事故を経験した国鉄は、当時運航中の青函、宇高の全連絡船の機関室に固定式炭酸ガス消火装置を装備するに至った。

### レーダー2台装備計画と頓挫
1950年（昭和25年）9月、渡島丸（初代）に日本商船初となるレーダーが装備され、翌1951年（昭和26年）3月までに青函連絡船全船へのレーダー装備は完了し、洞爺丸台風の夜も有効活用された。しかし、日中はフードをかけないと画面が暗くて見えないため、レーダー1台では複数人で同時観察することができず、予備機なしのため、故障時には盲目航海になる、などの要望が現場から上がっていた。このため当時の連絡船の多くに装備されていたスペリーMK2型を連絡船向けに改装した東京計器のスペリーMK2型MODEL2を2台装備する計画で建造が進められた。前部マスト頂部の第1レーダーのスキャナーのほか、中段には第2レーダーのスキャナーも装備されたが、竣工直前になって、檜山丸（初代）では前部マストの中段ごと、空知丸（初代）では中段は残して第2レーダースキャナーは撤去された。これら2台のレーダーは洞爺丸台風で沈没しながらも、浮揚修復された日高丸（初代）、十勝丸（初代）へ転用された。
檜山丸型での第2レーダー装備は、それから9年後の 1964年 （昭和39年）11月、同年5月3日終航の第六青函丸のレーダーを空知丸（初代）の第2レーダーとして移設転用し。檜山丸（初代）では1965年 （昭和40年）2月、前年11月30日終航の第八青函丸のレーダーを第2レーダーとして移設転用した。

## 就航後の積載車両緊締法の実験

### レバー・ブロック式甲種緊締具
1964年（昭和39年）5月から順次就航した津軽丸型客載車両渡船では、1日2.5往復運航が計画され、その場合、折り返し時間は従来の約1時間30分が55分に、この間に、ワム換算48両と増加した積載車両の積卸しと、車両の移動転倒防止の緊締作業を行わなければならなかった。このため国鉄では、重量20kgの甲種緊締具のハサミ部分をフックとし、13kgまで軽量化した両端フック式 の甲種緊締具を導入すべく、1962年（昭和37年）4月から1966年（昭和41年）3月にかけ、青函航路を通過する可能性のある全車両約10万両の側梁にフック掛け取り付け工事を行った。しかしそれでも、この緊締作業は狭隘な場所での中腰の時間に追われる重労働であった。
このため、さらなる軽量化を目指し、本船から採用されていた車両甲板の“緊締用レール”を一部撤去し、代わりに同位置に通常のレールを溶接し、そのレールを把持したまま、容易に前後移動できるレバー・ブロックを設置し、ここから伸ばした軽量鎖の先端のフックを貨車のフック掛けに掛け、レバー・ブロックで締めるレバー・ブロック式甲種緊締具が考案され、1965年（昭和40年）6月就航の津軽丸型第5船摩周丸（2代）から船内軌道の船首寄り区間で採用されたが、これに先立ち檜山丸（初代）に試験設置され、終航まで使われた。

### 空気袋式車両転倒防止装置
積載車両の緊締作業合理化を模索する実験はさらに行われた。檜山丸（初代）の車両格納所の車体上部側面の縮小建築限界外に長さ約2.6m、自由膨張時断面径約0.6mのネオプレン被覆ナイロン布製ゴム袋を収縮させて設置し、車両積載後これを空気圧で膨張させ、車体側面上部を両側から圧迫する空気袋式車両転倒防止装置が試作され、1969年（昭和44年）1月25日から27日までと同年3月7日から18日まで試用され、良好な結果が得られた。しかし実際の積載車両は有蓋車、無蓋車、タンク車、郵便車など多種多様で、膨張したゴム袋がうまく車体を支持できない場合もあり、また外からの圧迫を想定していない軽量車両の車体を破損する可能性もあった。そのうえ縮小建築限界外にこれらゴム袋を船内軌道沿いに長々と設置できる場所がほとんどない、などの理由で、結局この計画は進展しなかった。

## 運航
W型、H型船と同様1日2往復運航で、就航当初は1船2往復6日間、2船3往復6日間を2回繰り返しての24日間連続運航後、2 - 3日間機関整備の休航としていたが、1961年（昭和36年）10月1日ダイヤ改正では、船舶数の増加なしに、それ以前の定期便18往復、最大19往復から、定期便19往復、最大21往復へと増便させたため、1船2往復8日間、2日間機関整備休航として対応し、1962年（昭和37年）8月からは技術的観点からの再検討の結果、W型、H型船とは差別化して、一気に1船2往復20日間、3日間機関整備休航となった。1965年（昭和40年）10月1日ダイヤ改正からは1船2往復28日間、2日間機関整備休航と稼働率が上げられ、さらに1972年（昭和47年）からは1船2往復58日間、2日間機関整備休航となった。
この間、1966年（昭和41年）夏の東北本線、奥羽本線の長期不通時には、檜山丸（初代）は青森 - 函館間でトラック航送を行い、空知丸（初代）も川崎までバラ積み貨物輸送を行った。翌1967年（昭和42年）秋の室蘭本線長期不通時には、両船で青森 - 室蘭間を、当初はバラ積み、後に貨車航送を行った。
高度経済成長時代以前、「安全第一」を目指し、当時の叡智を結集して建造され、国鉄青函航路が北海道と本州を結ぶ物流の最重要ルートとして右肩上がりに輸送実績を増やしていた時代、「貨物船」として目立つことなく運航され、非常時にはトラック航送や航路外への困難な運航もこなし、陰りが見え始めていたとはいえ、まだ盛業中であった時期に、青函連絡船としての20年余りの生涯を全うした。

## 沿革

### 檜山丸（初代）
- 1955年（昭和30年）
  - 3月22日 - 起工（新三菱重工神戸造船所）
  - 9月1日 - 竣工
  - 9月16日 - 就航
- 1965年 （昭和40年）2月 - 第2レーダー装備（第八青函丸から転用）[93]
- 1966年（昭和41年）
  - 7月27日 - 東北本線 浅虫 - 野内間土砂崩落で不通（8月22日開通）
  - 8月12日 - 奥羽本線 大鰐 - 石川間での橋梁喪失で不通（8月19日開通）
  - 8月18日 - 函館4岸15時30分発9064便から23日函館4岸2時00分着9069便まで青森 1岸 - 函館4岸間を車両甲板に民間のトラックを載せ、カーフェリーとして9往復運航、トラック延209台輸送した[102][103][104][105]。
- 1967年（昭和42年）
  - 9月27日 - 室蘭本線豊浦 - 洞爺間岩石崩落で不通（10月18日開通）
  - 9月28日から10月11日まで檜山丸（初代）・空知丸（初代）が青森3岸 - 室蘭港日通埠頭間で11往復した。室蘭港には可動橋がないため、船内の貨車と陸上の貨車との間で貨物の積み替えをし、24時間以上停泊し、2隻で1日1往復であった[106]。
  - 10月12日に室蘭国鉄埠頭第7岸壁に仮設可動橋を設置し、10月18日まで檜山丸（初代）・空知丸（初代）が12往復の貨車航送（仮設可動橋は1線のため、船2番線12両3番線9両のみ）を行った[107][108][109][110]。
- 1969年（昭和44年）
  - 1月25日から27日 - 空気袋式車両転倒防止装置装備実験[97][98]
  - 3月7日から18日 - 空気袋式車両転倒防止装置装備実験[97][98]
  - 10月 - 係船機械遠隔操縦化[13]
- 1976年（昭和51年）7月5日 - 73便（青森3岸10時25分発 函館3岸14時55分着）で終航[111]
- 1977年（昭和52年）7月21日 - 日商岩井に売却[112]、その後解体

### 空知丸（初代）
- 1955年（昭和30年）
  - 3月28日 - 起工（浦賀船渠）
  - 9月5日 - 竣工
  - 9月18日 - 就航
- 1964年 （昭和39年）11月 - 第2レーダー装備（第六青函丸から転用）[93]
- 1965年 （昭和40年）1月10日 - 112便青森1岸入港時右舷主機後進かからず2岸に衝突し船首小破、応急修理後即日函館まで自力航行し1月13日函館ドック入渠、1月19日復帰[113]
- 1966年 （昭和41年）
  - 7月27日 - 東北本線不通（8月22日開通）
  - 8月12日 - 奥羽本線不通（8月19日開通）
  - 8月15日 - 函館3岸23時00分発 貨車22両（船1、4番線に各10両と船2、3番線に各1両）バラ積貨物5車分の計354トンの緊急貨物輸送
  - 8月17日 - 川崎14時20分着
  - 8月20日 - 川崎7時発 186トンの緊急貨物輸送（川崎での貨車積卸しなし）
  - 8月21日 - 函館3岸20時40分着[114][103][104][105]
- 1967年（昭和42年）9月28日から10月18日まで檜山丸（初代）・空知丸（初代）が青森 - 室蘭間運航（詳細は 上記の 沿革 檜山丸（初代）の項参照）
- 1970年（昭和45年）1月 - 係船機械遠隔操縦化[13]
- 1976年（昭和51年）
  - 2月27日 - 61便（青森3岸5時35分発 函館4岸10時05分着）で終航[115]
  - 8月28日 - 池田静に売却、[112]その後解体

## 檜山丸型 一覧表
|                 | 檜山丸（初代）                                                                     | 檜山丸（初代）                                                                     | 檜山丸（初代）                                                                     | 空知丸（初代）                                                                     | 空知丸（初代）                                                                     | 空知丸（初代）                                                                     |
| 概歴            | 概歴                                                                               | 概歴                                                                               | 概歴                                                                               | 概歴                                                                               | 概歴                                                                               | 概歴                                                                               |
| --------------- | ---------------------------------------------------------------------------------- | ---------------------------------------------------------------------------------- | ---------------------------------------------------------------------------------- | ---------------------------------------------------------------------------------- | ---------------------------------------------------------------------------------- | ---------------------------------------------------------------------------------- |
| 建造所          | 新三菱重工神戸造船所                                                               | 新三菱重工神戸造船所                                                               | 新三菱重工神戸造船所                                                               | 浦賀船渠                                                                           | 浦賀船渠                                                                           | 浦賀船渠                                                                           |
| 起工            | 1955（昭和30）年3月22日                                                            | 1955（昭和30）年3月22日                                                            | 1955（昭和30）年3月22日                                                            | 1955（昭和30）年3月28日                                                            | 1955（昭和30）年3月28日                                                            | 1955（昭和30）年3月28日                                                            |
| 進水            | 1955（昭和30）年7月8日                                                             | 1955（昭和30）年7月8日                                                             | 1955（昭和30）年7月8日                                                             | 1955（昭和30）年7月4日                                                             | 1955（昭和30）年7月4日                                                             | 1955（昭和30）年7月4日                                                             |
| 竣工            | 1955（昭和30）年9月1日                                                             | 1955（昭和30）年9月1日                                                             | 1955（昭和30）年9月1日                                                             | 1955（昭和30）年9月5日                                                             | 1955（昭和30）年9月5日                                                             | 1955（昭和30）年9月5日                                                             |
| 就航            | 1955（昭和30）年9月16日                                                            | 1955（昭和30）年9月16日                                                            | 1955（昭和30）年9月16日                                                            | 1955（昭和30）年9月18日                                                            | 1955（昭和30）年9月18日                                                            | 1955（昭和30）年9月18日                                                            |
| 終航            | 1976（昭和51）年7月5日                                                             | 1976（昭和51）年7月5日                                                             | 1976（昭和51）年7月5日                                                             | 1976（昭和51）年2月27日                                                            | 1976（昭和51）年2月27日                                                            | 1976（昭和51）年2月27日                                                            |
| 要目（新造時）  |                                                                                    |                                                                                    |                                                                                    |                                                                                    |                                                                                    |                                                                                    |
| 船種            | 車両渡船                                                                           | 車両渡船                                                                           | 車両渡船                                                                           | 車両渡船                                                                           | 車両渡船                                                                           | 車両渡船                                                                           |
| 総トン数        | 3,393.09トン                                                                       | 3,393.09トン                                                                       | 3,393.09トン                                                                       | 3,428.27トン                                                                       | 3,428.27トン                                                                       | 3,428.27トン                                                                       |
| 全長            | 119.497m                                                                           | 119.497m                                                                           | 119.497m                                                                           | 119.350m                                                                           | 119.350m                                                                           | 119.350m                                                                           |
| 垂線間長        | 111.00m                                                                            | 111.00m                                                                            | 111.00m                                                                            | 111.00m                                                                            | 111.00m                                                                            | 111.00m                                                                            |
| 幅（型）        | 17.40m                                                                             | 17.40m                                                                             | 17.40m                                                                             | 17.40m                                                                             | 17.40m                                                                             | 17.40m                                                                             |
| 深さ（型）      | 6.80m                                                                              | 6.80m                                                                              | 6.80m                                                                              | 6.80m                                                                              | 6.80m                                                                              | 6.80m                                                                              |
| 満載喫水        | 4.70m                                                                              | 4.70m                                                                              | 4.70m                                                                              | 4.70m                                                                              | 4.70m                                                                              | 4.70m                                                                              |
| 主機械 （台数） | 単動自己逆転式舶用ディーゼル機関8気筒無気噴油2サイクル三菱神戸スルザー8TPD48 （2） | 単動自己逆転式舶用ディーゼル機関8気筒無気噴油2サイクル三菱神戸スルザー8TPD48 （2） | 単動自己逆転式舶用ディーゼル機関8気筒無気噴油2サイクル三菱神戸スルザー8TPD48 （2） | 単動自己逆転式舶用ディーゼル機関8気筒無気噴油2サイクル三菱神戸スルザー8TPD48 （2） | 単動自己逆転式舶用ディーゼル機関8気筒無気噴油2サイクル三菱神戸スルザー8TPD48 （2） | 単動自己逆転式舶用ディーゼル機関8気筒無気噴油2サイクル三菱神戸スルザー8TPD48 （2） |
| 公試最大出力    | 6,187制動馬力                                                                      | 6,187制動馬力                                                                      | 6,187制動馬力                                                                      | 6,454制動馬力                                                                      | 6,454制動馬力                                                                      | 6,454制動馬力                                                                      |
| 定格出力        | 2,800制動馬力×2                                                                    | 2,800制動馬力×2                                                                    | 2,800制動馬力×2                                                                    | 2,800制動馬力×2                                                                    | 2,800制動馬力×2                                                                    | 2,800制動馬力×2                                                                    |
| 公試最大速力    | 17.12ノット                                                                        | 17.12ノット                                                                        | 17.12ノット                                                                        | 17.37ノット                                                                        | 17.37ノット                                                                        | 17.37ノット                                                                        |
| 航海速力        | 14.5ノット                                                                         | 14.5ノット                                                                         | 14.5ノット                                                                         | 14.5ノット                                                                         | 14.5ノット                                                                         | 14.5ノット                                                                         |
| 乗組員          | 79名                                                                               | 79名                                                                               | 79名                                                                               | 79名                                                                               | 79名                                                                               | 79名                                                                               |
| 車両積載数      | ワム換算43両                                                                       | ワム換算43両                                                                       | ワム換算43両                                                                       | ワム換算43両                                                                       | ワム換算43両                                                                       | ワム換算43両                                                                       |
| 船名符字        | JMMI                                                                               | JMMI                                                                               | JMMI                                                                               | JMMK                                                                               | JMMK                                                                               | JMMK                                                                               |
|                 | 檜山丸（初代）                                                                     | 檜山丸（初代）                                                                     | 檜山丸（初代）                                                                     | 空知丸（初代）                                                                     | 空知丸（初代）                                                                     | 空知丸（初代）                                                                     |